# Odontolabis
Genre
Odontolabis est un genre d'insectes coléoptères de la famille des Lucanidae, de la sous-famille des Lucaninae.

## Dénomination
Genre décrit par l'entomologiste Frederick William Hope en 1842, sous le nom d'Odontolabis.

### Synonymes
- Anoplocnemus (Hope, 1843)
- Odontolabis (Hope & Westwood, 1845)
- Anoplocnemus (Burmeister, 1847)

## Liste des espèces
- Odontolabis mouhoti elegans femelle, parc national de Khao Yai, ThaïlandeOdontolabis siva femelle, parc national de Khao Yai, ThaïlandeOdontolabis alces (Fabricius, 1775)
- Odontolabis antilope (von Rothenburg, 1901)
- Odontolabis brookeana (Vollenhoven, 1861)
- Odontolabis burmeisteri (Hope, 1841)
- Odontolabis camela (Olivier, 1789)
- Odontolabis castelnaudi (Parry, 1862)
- Odontolabis cuvera (Hope, 1842)
- Odontolabis dalmani (Hope & Westwood, 1845)

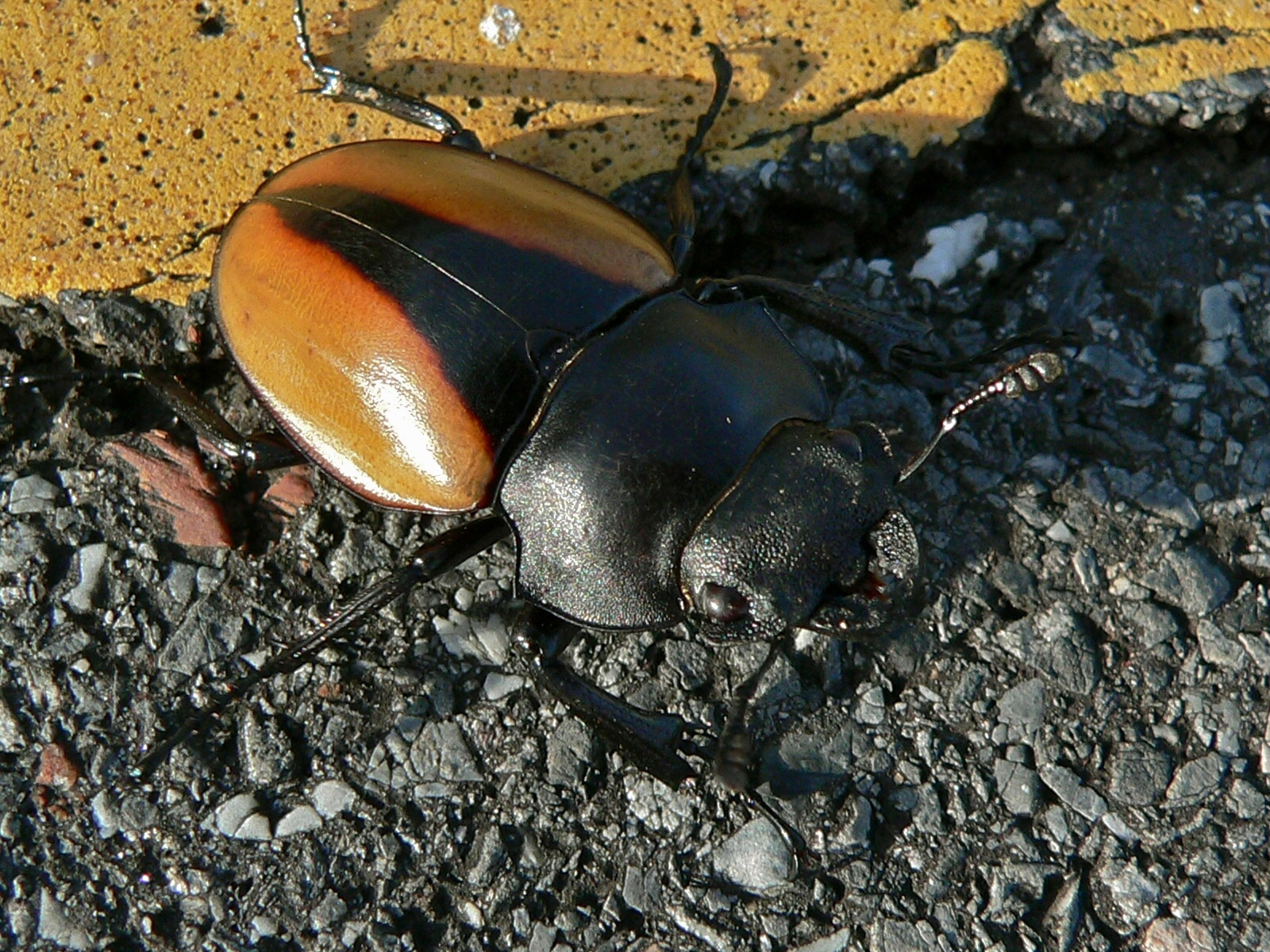
Odontolabis mouhoti elegans femelle, parc national de Khao Yai, Thaïlande

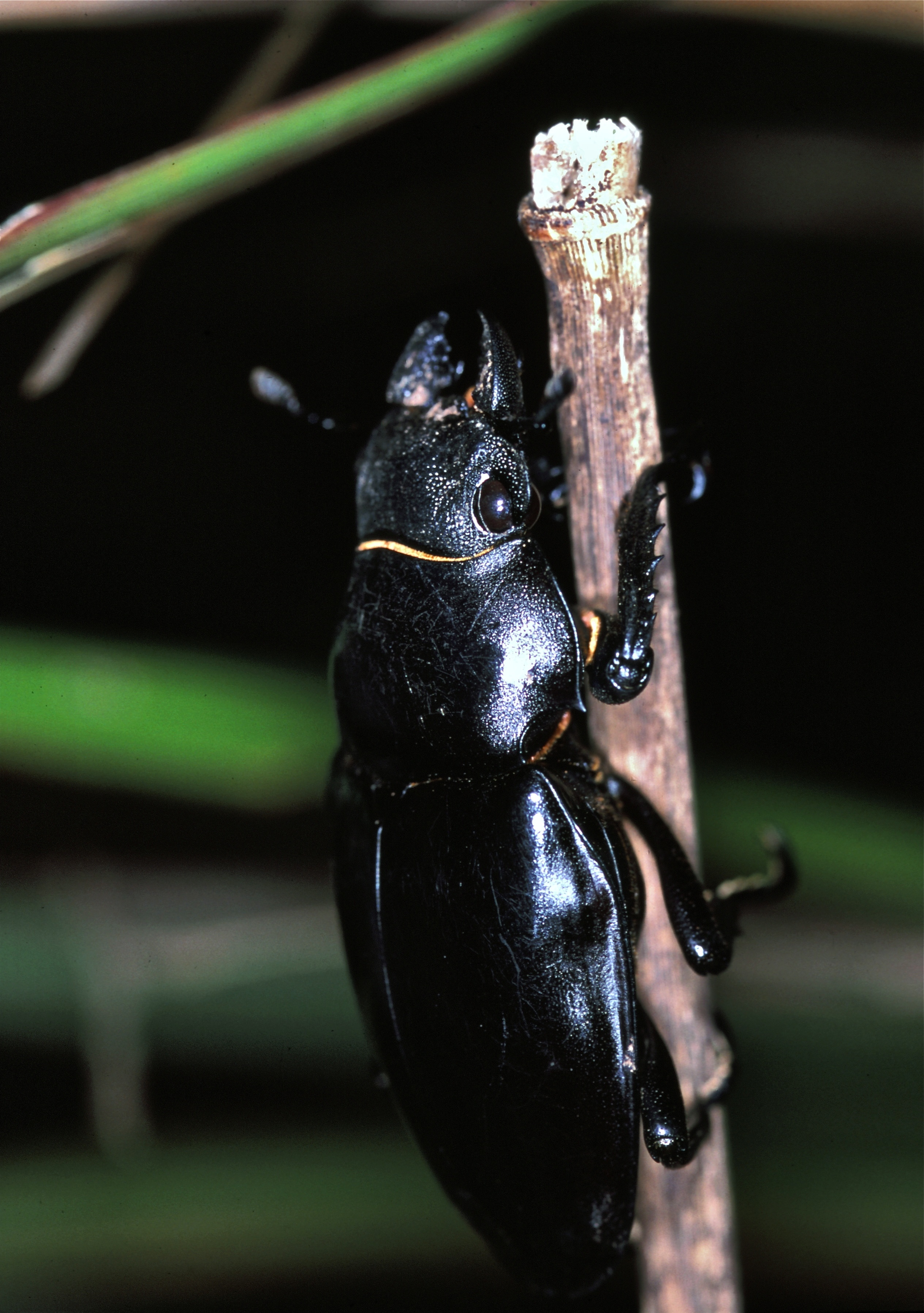
Odontolabis siva femelle, parc national de Khao Yai, Thaïlande

- Odontolabis delessertii (Guérin-Méneville, 1843)
- Odontolabis eremicola (Mollenkamp, 1905)
- Odontolabis femoralis (Waterhouse, 1887)
- Odontolabis gazella (Fabricius, 1787)
- Odontolabis hitam (Nagai, 1986)
- Odontolabis imperialis (Mollenkamp, 1904)
- Odontolabis lacordairei (Vollenhoven, 1861)
- Odontolabis latipennis (Hope & Westwood, 1845)
- Odontolabis leuthneri (Boileau, 1897)
- Odontolabis lowei (Parry, 1873)
- Odontolabis ludekingi (Vollenhoven, 1861)
- Odontolabis macrocephala (Lacroix, 1984)
- Odontolabis micros (de Lisle, 1970)
- Odontolabis mollenkampi (Fruhstorfer, 1898)
- Odontolabis mouhoti (Parry, 1864)
- Odontolabis pareoxa (Bomans & Ratti, 1973)
- Odontolabis picea (Bomans, 1986)
- Odontolabis platynota (Hope & Westwood, 1845)
- Odontolabis quadrimaculata Kriesche, 1920)
- Odontolabis relucens Mollenkamp, 1900)
- Odontolabis siva (Hope & Westwood, 1845)
- Odontolabis somneri (Parry, 1862)
- Odontolabis spectabilis (Boileau, 1902)
- Odontolabis stevensi (Thomson, 1862)
- Odontolabis versicolor (Didier, 1931)
- Odontolabis vollenhoveni (Parry, 1864)
- Odontolabis wollastoni (Parry, 1864)
- Odontolabis yasuokai (Mizunuma, 1994)

## Répartition
Les espèces de ce genre sont originaires d'Asie du Sud-Est.